# 김윤호 (군인)
김윤호(金潤鎬, 1930년 8월 10일 ~ 2013년 1월 12일)는 대한민국의 군인, 국영기업가, 정치인이다.

## 생애

### 생애 초기
본관(관향)은 경주(慶州)이며 서울 출생이다.

### 학력
- 1949년 경성 경신고등보통학교 졸업
- 1950년 대한민국 육군사관학교 10기
- 1952년 대한민국 육군보병학교
- 1952년 대한민국 육군기갑학교
- 1953년 대한민국 육군포병학교
- 1956년 미국 육군야전포병학교
- 1962년 마산대학교 정치경제학과 학사
- 1965년 청구대학교 대학원 정치경제학과 정치학 석사
- 1987년 미국 뉴욕 NYIT 인문과학대학원 신문학과 언론학 석사

### 주요 경력
- 1951년 육군 제1훈련소 제3연대 예하 중대장.
- 1955년 육군 수도사단 작전장교.
- 1956년 육군 수도사단 작전참모.
- 1959년 육군 수도사단 작전과 과장.
- 1964년 육군 수도사단 보병과 과장.
- 1966년 미국 주재 대한민국 대사관 공사.
- 1969년 육군 주월 제9사단 작전과 과장.
- 1970년 육군 주월 제9사단 부사단장.
- 1972년 육군 제33사단장.
- 1977년 육군 교육사령부 부사령관.
- 1978년 육군보병학교 교장.
- 1979년 육군 제1군단장.
- 1981년 육군 제1군사령관.
- 1982년 제18대 합동참모의장.
- 1983년 육군 대장 예편.
- 1984년 한국석탄공사 이사장.
- 1985년 한국가스공사 이사장.
- 1986년 한국가스공사 이사장 직위 사퇴.